# Павленко, Иван Сергеевич
Иван Сергеевич Павленко (25 января 1945 — 13 февраля 2019) — советский, украинский и российский тренер по самбо и дзюдо. Мастер спорта СССР, заслуженный тренер СССР, заслуженный работник физкультуры и спорта Республики Крым (2017), Почётный педагог России, Почётный гражданин города Ялты (2016).

## Биография
Иван Павленко родился 25 января 1945 года в Житомирской области. С детства увлекался спортом, занимался борьбой самбо, хотя больше ему импонировало запрещённое в то время дзюдо. Некоторое время жил на Донбассе и на Дальнем Востоке, затем обосновался в Ялте. Работал на улице Московской, занимался проведением коммуникаций в городе. Позднее работал в милиции.
В возрасте 20 лет занялся тренерской деятельностью.Тренер муниципального казённого учреждения «Детско-юношеский центр по физкультуре и спорту». Его тренерский стаж составляет более 50 лет. В 2000-х годах воспитанники ялтинской школы Ивана Павленко составляли существенную часть сборной Украины по самбо. Десятки его воспитанников стали обладателями различных чемпионских титулов. Среди них — победитель Чемпионата Европы по самбо 1982 года Виктор Жданов, участник Олимпиады в Пекине Дмитрий Марков. В январе 2016 года в Ялте состоялся первый турнир по дзюдо и самбо, посвящённый Ивану Павленко. В 2019 году в Ялте восстановлена спортивная школа борьбы и названа именем тренера.